# Kirsten Schmalenbach
Kirsten Schmalenbach (* 20. April 1967 in Hagen) ist eine deutsche Rechtswissenschaftlerin und Hochschullehrerin an der Universität Salzburg.

## Leben und Wirken
Schmalenbach studierte Rechtswissenschaften an der Universität zu Köln, wo sie 1992 ihr Erstes Staatsexamen ablegte. 1994 wurde sie dort mit der verfassungsrechtlichen Schrift Der neue Europaartikel 23 des Grundgesetzes im Lichte der Arbeit der Gemeinsamen Verfassungskommission: Motive einer Verfassungsänderung zur Dr. iur. promoviert. Anschließend widmete sie sich ab 1996 nach Ablegen ihres Zweiten Staatsexamens als wissenschaftliche Assistentin an der Universität Köln ihrer Habilitation. Diese schloss sie 2002 in Köln ab. In der Folge hatte sie 2002 eine Vertretungsprofessur an der Universität Bayreuth, bevor sie 2003 unter Ablehnung eines Rufes der Universität Erlangen-Nürnberg einen ordentlichen Lehrstuhl für Völker- und Europarecht an der Universität Graz übernahm. Seit 2010 hat Schmalenbach den ordentlichen Lehrstuhl für Völker- und Europarecht an der Universität Salzburg inne. 2015 erhielt sie den Preis des Kulturfonds Salzburg. Seit 2020 leitet sie das vom Österreichischen Wissenschaftsfonds geförderte Einzelprojekt „United Nations Tort Law“. Sie ist eine von zahlreichen Unterzeichnerinnen eines Aufrufs für eine völker- und verfassungsrechtskonforme Klimaschutzpolitik. Außerdem ist sie Mitglied des Fachausschusses Humanitäres Völkerrecht des Deutschen Roten Kreuzes.

## Forschung und Lehre
Schmalenbachs Forschungsschwerpunkte liegen im Völkerrecht und im Europarecht. Insbesondere widmet sie sich dem Recht der Internationalen Organisationen und dem internationalen Umwelt- und Klimaschutzrecht. In diesem Zusammenhang steht auch das Recht internationaler Sanktionen, wie sie etwa beim Verstoß gegen internationale (Klimaschutz-)Abkommen, aber auch bei bewaffneten Konflikten verhängt werden können. Im Bereich des Europarechts liegt der Forschungsfokus auf den Außenbeziehungen der Europäischen Union, vor allem auf Fragen der Entwicklungszusammenarbeit und der Nachbarschaftspolitik.

## Schriften (Auswahl)
- Der neue Europaartikel 23 des Grundgesetzes im Lichte der Arbeit der Gemeinsamen Verfassungskommission: Motive einer Verfassungsänderung. Duncker & Humblot, Berlin 1996, ISBN 978-3-428-08566-8 (Dissertation).
- Die Haftung Internationaler Organisationen im Rahmen von Militäreinsätzen und Territorialverwaltungen. Lang, Frankfurt am Main 2002, ISBN 978-3-631-51380-4 (Habilitationsschrift).
- Casebook internationales Recht. 2. Auflage. Facultas.wuv, Wien 2014, ISBN 978-3-7089-1174-8.